# Lijst van burgemeesters van Beverwijk
Dit is een lijst van burgemeesters van de Nederlandse gemeente Beverwijk in de provincie Noord-Holland.
| Ambtsperiode                       | Naam burgemeester                           | Partij of stroming | Bijzonderheden                                           |
| ---------------------------------- | ------------------------------------------- | ------------------ | -------------------------------------------------------- |
| omstr. 1592                        | Cornelis Lambertz                           |                    |                                                          |
| omstr. 1626                        | Claes Jacobsz Laeckeman                     |                    |                                                          |
| omstr. 1626                        | Joris Cornelisz.                            |                    |                                                          |
| omstr. 1675                        | Johannes de Wildt                           |                    |                                                          |
| omstr. 1697                        | Adriaen van Coevenhoven                     |                    |                                                          |
| 1699                               | Cornelis de Wildt                           |                    | wordt vermeld als Schepen tussen 1686-1688               |
| 24-8-1756 - 21-5-1777              | Martinus Aarnoutsz. Langevelt               |                    |                                                          |
| omstr. 1811                        | Pieter Stelt                                |                    |                                                          |
| omstr. 1814                        | Pieter Kool                                 |                    |                                                          |
| 1828 - 1848                        | Jan de Quack                                |                    |                                                          |
| 1848 - 1862                        | Christiaan Stumphius                        |                    |                                                          |
| 1862 - 1867                        | Jacob Johannes Delruël                      |                    |                                                          |
| 1867 - 1880                        | Arent (A.) Magnin                           |                    |                                                          |
| 1880 - 1881                        | Johannes Paulus de Zwaan                    |                    |                                                          |
| 1882 - 1897                        | Jhr. Gerardus Salomon Boreel                |                    |                                                          |
| 1898 - 1933                        | Jhr. Jan Carel Wendel Strick van Linschoten |                    |                                                          |
| juni 1933 - 13 juni 1942           | Mr. Hein (H.J.J.) Scholtens                 | RKSP               |                                                          |
| 1942 - 1945                        | J.B. van Grunsven                           | NSB                |                                                          |
| 1945 - 1956                        | Mr. Hein (H.J.J.) Scholtens                 | KVP                |                                                          |
| 1 januari 1957 - 27 juli 1975      | J.G.S. Bruinsma                             | KVP                |                                                          |
| 1 maart 1976 - 28 februari 1986    | Ton (A.J.) Hubers                           | KVP/CDA            |                                                          |
| 1986 - 1995                        | Wil (W.) Velders-Vlasblom                   | PvdA               |                                                          |
| 1995 - 1 oktober 2000              | Magda (M.A.) Berndsen-Jansen                | D66                |                                                          |
| 1 oktober 2000 - 7 mei 2001        | Drs. Otto (O.) van Diepen                   | VVD                | waarnemend                                               |
| 7 mei 2001 - 20 april 2007         | Drs. Theo (Th.L.N.) Weterings               | VVD                |                                                          |
| 20 april 2007 - 17 januari 2008    | Francisca (F.) Ravestein                    | D66                | waarnemend                                               |
| 17 januari 2008 - 1 september 2014 | Han (J.F.C.) van Leeuwen                    | D66                | met ziekteverlof van 1 september 2014 tot 1 januari 2017 |
| 2 september 2014 – mei 2017        | Freek (F.) Ossel                            | PvdA               | Waarnemer                                                |
| 18 mei 2017 - heden                | Martijn (M.E.) Smit                         | PvdA / partijloos  | [ 2 ] [ 3 ]                                              |